# Carl Johann von Freymann
Carl Johann von Freymann a.d.H. Nursie  (* 16. Juli 1878 in Dorpat; † 27. April 1907 in Meran) war ein deutschbaltischer Journalist, Redakteur und Dichter in Livland.

## Leben
Carl Johann von Freymann war von 1885 bis 1896 Schüler eines Privatgymnasiums in Dorpat (dem heutigen Tartu), er wechselte 1896 dann zum Gymnasium in Narva und 1898 zum Pernauschen Gymnasium. Dort legte 1898 die Reifeprüfung mit Erfolg ab. Noch im gleichen Jahr nahm er sein Studium an der Kaiserlichen Universität Dorpat auf und studierte Geschichtswissenschaft. Er wurde Mitglied in der Studentenverbindung der Universität. 1903 legte er sein Staatsexamen ab und ging als Student der Philosophie auf die Humboldt-Universität zu Berlin. Im Jahre 1904 kehrte er nach Livland zurück und quartierte sich bei seinem Bruder Georg in Fellin ein. Anfang 1905 wurde er Mitarbeiter der „Baltischen Monatsschrift“ und der „Düna-Zeitung“ in Riga. Er trat dann in die Redaktion der „Rigaschen Rundschau“ ein und war ab Januar 1906 im Redaktionsstab der „Rigaschen Zeitung“. Gleichzeitig war er von 1905 bis 1906 in der Presseabteilung des Livländischen Landratskollegiums tätig. Er war ein begeisterter und begabter Journalist und strebte immer wieder die Tätigkeit als Dichter an. Schon seit längerer Zeit litt er unter einer Lungenerkrankung und hielt sich 1907 anlässlich einer Kurbehandlung in Meran auf. Am 27. April 1907 verstarb er dort und wurde am 14. Mai 1907 in Meran beigesetzt.

## Herkunft und Familie
Carl Johann stammte aus dem baltischen Adelsgeschlecht von Freymann aus dem Hause Nursie (Linie I.). Sein Vater war Georg Hermann Joachim von Freymann a.d.H. Nursie (1835–1885), Herr auf Nursie, Landgerichtsassessor und Kirchspielrichter, der mit Caroline Louise von Lobry (1834–1903) verheiratet war. Sein Bruder war der Genealoge und Jurist Georg Sylvester von Freymann (1870–1946). Carl Johann war ledig und hatte keine Nachkommen.

## Werke
Carl Johann verfasste mehrere Gedichte, Abhandlungen und Geschichten, die in der „Baltischen Monatsschrift“ veröffentlicht wurden. Weitere Werke (auszugsweise) waren:
- Über den Geist der livländischen Kolonisation (1904)
- Pupa und anderes (1904)
- Dichtungen: Laster und Leidenschaft, Am Ufer des Lebens, Mein Lied, Nicht wie die Wellen des Meeres (alle 1905)
- Essays: Um die Livländische Volksschule (1905), Im Spiegel der Presse (1905), Zur Reform des humanistischen Gymnasiums (1905), Die Lettische Psychse (1906), Die russische Revolution (1907)
- Erzählungen: Aus verlorenem Winkel. Zwei Erzählungen (1905)
- Schauspiele: Der Tag des Volkes. Ein Schauspiel aus der lettischen Revolution 1905 in vier Akten (1907), Drei Einakter: Francesca, Nach dem neunten Thermidor und Masken (alle 1907)